# Thư viện Quốc hội Hàn Quốc
Thư viện Quốc hội Hàn Quốc (Hangul:국회도서관) là một thư viện ở Seoul, Hàn Quốc. Nó nằm ở Yeouido-dong, Yeongdeungpo-gu.

## Vận chuyển
Thư viện nằm kế nhà Ga Quốc hội trên Tàu điện ngầm Seoul tuyến 9. Lối thoát thông qua lối thoát 1.

## Liên kết
- (tiếng Anh) Trang chính thức
- Thư viện ở Seoul Lưu trữ ngày 10 tháng 6 năm 2008 tại Wayback Machine